# ZBP1
Z-DNA-binding protein 1 (ZBP1), též známý jako DNA-dependent activator of IFN-regulatory factors (DAI) nebo také DML-1 je receptor vrozené imunity regulující tvorbu prozánětlivých cytokinů, buněčnou smrt a aktivaci NLRP3 inflamazomu.

## Struktura
Na N-terminální částí proteinu ZBP1 se nachází 2 Zα domény. Tyto Zα domény zprostředkovávají vazbu na RNA nacházející se v levotočivé Z konformaci včetně endogenních RNA molekul pocházejících z endogenních retroelementů. 2 Zα domény se mohou vázat i dsDNA, pokud je navázaná DNA v B konformaci, tak ji ZBP1 konvertuje na Z konformaci, kterou také váže. Vedle těchto domén se na vazbě dsDNA podílí i centrální D3 doména. D3 domény obsahují 2 RHIM motivy, které zprostředkovávají homotypickou vazbu s kinázami RIP1 a RIP3. C koncová doména interaguje s kinázou TBK1 a transkripčním faktorem IRF3.

## Funkce
Protein ZBP1 váže DNA vyskytující se v cytosolu buňky a iniciuje signalizaci podporující zánět. Po vazbě na DNA dochází k oligomerizaci/multimerizaci ZBP1, na který se pak váže kináza TBK1, která fosforyluje protein ZPB1 a transkripční faktor IRF3. Fosforylovaný IRF3 dimerizuje a přesouvá se do jádra, kde reguluje transkripci. Na oligomerizující/multimerizující ZBP1 také homotypicky interaguje s kinázami RIP1 a RIP3, tyto kinázy se pomocí svých RHIM motivů vážou na RHIM motivy na ZBP1. Tato interakce vede k aktivaci transkripčního faktoru NF-κB. Pro aktivaci tohoto transkripčního faktoru je nutná kinázová aktivita proteinu RIP3, který se při této signalizaci autofosforyluje. Takto ZBP1 při detekci DNA vyvolá produkci prozánětlivých cytokinů a interferonů typu I.  Zároveň ZBP1 není jediný receptor sloužící jako senzor DNA v cytosolu, jeho inhibice totiž nezablokuje tvorbu IFNβ při stimulaci buněk pomocí DNA.

### Regulace buněčné smrti
ZBP1 při nákaze myší cytomegalovirem (MCMV) indukuje nekrózu infikovaných buněk, která je závislá na kináze RIP3 a intaktních Zα doménách, které vážou virové RNA. Takto zprostředkovaná nekróza působí protektivně při infekci a snižuje replikaci a šíření viru v organismu. Při nákaze lidských buněk lidským cytomegalovirem in vitro zase ZBP1 indukuje tvorbu INFβ.
ZBP1 také v myších rozeznává RNA virus chřipky A (IAV), byla popsána jeho vazba na virové ribonukleoproteiny v cytosolu buňky. po tomto rozeznání je ZBP1 polyubikvitinován a iniciuje speciální buněčnou smrt PANoptózu, která spojuje aspekty apoptózy, nekroptózy a pyroptózy. Součástí této buněčné smrti je na kináze RIP3 závislá aktivace NLRP3 inflamazomu vedoucí k aktivaci kaspázy 1 a následnému štěpení pro-IL-1β a pro-IL-18 na biologicky aktivní IL-1β a IL-18. ZBP1 v tomto případě vytváří komplex obsahující proteiny RIP1, RIP3, FADD, MLKL a kaspázu 8, kaspázu 6, tento komplex pak iniciuje PANoptózu. Iniciace PANoptózy je v tomto případě závislá na signalizaci interferonů typu I, které zvyšují expresi ZBP1. Tímto ZBP1 reguluje patogenezi a imunopatologii IAV a omezuje replikaci viru v organismu.

## Regulace
Na regulaci ZBP1-zprostředkované nekroptózy se podílí endogenní proteiny, které s proteinem ZBP1 interagují během PANoptózy. Mezi negativní regulátory ZBP1 patří kináza RIP1, protein FADD a kaspáza 8. Mutace v RHIM motivech kinázy RIP1 způsobuje u myší perinatální letalitu. Pokud je tato mutace vnesena jen do buněk keratinocytů, tak způsobuje zánětlivé onemocnění kůže. RIP1 totiž pomocí svých RHIM motivů váže RIP3 a zabraňuje interakci RIP3 a ZBP1, která by podporovala nekroptózu. Delece proteinu FADD v buňkách střevního epitelu u myší navodí kolitidu . A inhibice kaspáz v myších plicních fibroblastech in vitro způsobí nekroptózu zprostředkovanou proteinem ZBP1.
Signalizace přes ZBP1 je cílem několika virových proteinů. Mezi tyto proteiny patří vIRA/M45 z viru MCMV. Tento protein má svůj vlastní RHIM motiv, který váže ZBP1, RIP1 a RIP3, tím zabraňuje proteinu ZBP1 interagovat s RIP1 a RIP3 a snižuje fosforylaci RIP3. vIRA také inhibuje aktivaci transkripčního faktoru NF-κB indukovanou pomocí ZBP1. MCMV, který má mutovaný RHIM motiv protein vIRA, se nedokáže zabránit buněčné smrti indukované pomocí ZBP1 a množí se hůře než WT MCMV.